# Гаррісон (Мічиган)
Гаррісон (англ. Harrison) — місто (англ. city) в США, в окрузі Клер штату Мічиган. Населення — 2150 осіб (2020).

## Географія
Гаррісон розташований за координатами 44°0′47″ пн. ш. 84°48′38″ зх. д. / 44.01306° пн. ш. 84.81056° зх. д. (44.012954, -84.810647).  За даними Бюро перепису населення США в 2010 році місто мало площу 10,44 км², з яких 9,63 км² — суходіл та 0,81 км² — водойми.

## Демографія
Згідно з переписом 2010 року, у місті мешкало 2114 осіб у 913 домогосподарствах у складі 524 родин. Густота населення становила 202 особи/км².  Було 1306 помешкань (125/км²).
Расовий склад населення:
| - 93,7 % — білих - 1,7 % — чорних або афроамериканців - 0,8 % — корінних американців - 0,5 % — азіатів |

До двох чи більше рас належало 3,1 %. Частка іспаномовних становила 2,5 % від усіх жителів.
За віковим діапазоном населення розподілялося таким чином: 21,0 % — особи молодші 18 років, 60,6 % — особи у віці 18—64 років, 18,4 % — особи у віці 65 років та старші. Медіана віку мешканця становила 42,1 року. На 100 осіб жіночої статі у місті припадало 96,3 чоловіків;  на 100 жінок у віці від 18 років та старших — 93,1 чоловіків також старших 18 років.
Середній дохід на одне домашнє господарство  становив 37 032 долари США (медіана — 28 212), а середній дохід на одну сім'ю — 46 682 долари (медіана — 35 000). Медіана доходів становила 35 313 долари для чоловіків та 22 813 долари для жінок. За межею бідності перебувало 33,1 % осіб, у тому числі 55,2 % дітей у віці до 18 років та 15,0 % осіб у віці 65 років та старших.
Цивільне працевлаштоване населення становило 659 осіб. Основні галузі зайнятості: освіта, охорона здоров'я та соціальна допомога — 22,6 %, роздрібна торгівля — 16,5 %, мистецтво, розваги та відпочинок — 14,4 %.